# Championnats panarabes d'athlétisme 1981
Navigation
Édition précédente Édition suivante
Les championnats panarabes d'athlétisme 1981 se sont déroulés à Tunis en Tunisie. La participation remarquable des athlètes de  l'Algérie et du Maroc leur a permis d'atteindre un haut niveau. 4 records arabes et 3 records d'Afrique ont été battus ainsi que 19 records des championnats et pas moins de 80 records nationaux. Les pays du Maghreb ont accaparé 29 titres des 39 mis en jeu.

## Résultats

### Hommes
| Event                 | Or                               | Or              | Argent                              | Argent          | Bronze                             | Bronze          |
| --------------------- | -------------------------------- | --------------- | ----------------------------------- | --------------- | ---------------------------------- | --------------- |
| 100 mètres            | Amor Ghizlet Maroc               | 10 s 59         | Rashed El Jarbi Émirats arabes unis | 10 s 62         | Mohamed El Guinzi Maroc            | 10 s 74         |
| 200 mètres            | Hassan el-Kashief Soudan         | 21 s 44         | Rashed El Jarbi Émirats arabes unis | 21 s 66         | Hassen Ali Lafta Irak              | 21 s 89         |
| 400 mètres            | Hassan el-Kashief Soudan         | 45 s 35         | Brahim Ammour Algérie               | 46 s 91         | Khalil Ibrahim Émirats arabes unis | 47 s 49         |
| 800 mètres            | Omer Khalifa Soudan              | 1 min 48 s 44   | Brahim Ammour Algérie               | 1 min 48 s 97   | Faouzi Ellahbi Maroc               | 1 min 49 s 25   |
| 1 500 mètres          | Omer Khalifa Soudan              | 3 min 39 s 88   | Mehdi Aïdat Algérie                 | 3 min 40 s 2    | Saïd Aouita Maroc                  | 3 min 59 s 28   |
| 5 000 mètres          | Rachid Habchaoui Algérie         | 13 min 54 s 47  | Hassen Babassi Algérie              | 13 min 56 s 41  | Fethi Baccouche Tunisie            | 13 min 57 s 70  |
| 10 000 mètres         | Rachid Habchaoui Algérie         | 28 min 56 s 8   | Moussa Ahmed Jouda Soudan           | 28 min 59 s     | Abdelmadjid Mada Algérie           | 29 min 31 s 9   |
| 3 000 mètres steeple  | Hassen Babassi Algérie           | 8 min 32 s 32   | Fethi Baccouche Tunisie             | 8 min 32 s 34   | Abderrazak Bounour Algérie         | 8 min 51 s 27   |
| 110 mètres haies      | Ridha Ben Haddah Algérie         | 14 s 45         | Ahmed Chiboub Maroc                 | 14 s 50         | Hassen Ali Hassen Irak             | 14 s 62         |
| 400 mètres haies      | Ahmed Hamada Bahreïn             | 51 s 83         | Jassem El Yakout Koweït             | 52 s 9          | Ahmed Chiboub Maroc                | 52 s 52         |
| Saut en hauteur       | Habib Ali Rihane Arabie saoudite | 2,06 m          | Hedi Kefah Irak                     | 2 m             | Ghazi Marzouk Arabie saoudite      | 2 m             |
| Saut à la perche      | Mohamed Bensaad Algérie          | 4,60 m          | Abdellatif Chekir Tunisie           | 4,50 m          | Jamal Bouzerar Algérie             | 4,30 m          |
| Saut en longueur      | Nassir Hassan Irak               | 7,25 m          | Mehdi Kadhem Irak                   | 7,20 m          | Aissa Abbes Koweït                 | 6,94 m          |
| Triple saut           | Nassir Hassen Irak               | 15,61 m         | Mehdi Kadhem Irak                   | 15,55 m         | Abdellatif Fezzani Tunisie         | 15,50 m         |
| Lancer du poids       | Mohamed Zenkaoui Koweït          | 17,25 m         | Mohamed Fathy Maroc                 | 16,52 m         | Shokr Mahmoud Irak                 | 16,41 m         |
| Lancer du disque      | Abderrazak Ben Hassine Tunisie   | 51,46 m         | Adnan El Houry Syrie                | 49,08 m         | Shawki Hajji Irak                  | 47,40 m         |
| Lancer du marteau     | Hakim Toumi Algérie              | 52,43 m         | Boubaker Abdallah Algérie           | 45,44 m         | Youssef Ben Abid Tunisie           | 52,43 m         |
| Lancer du javelot     | Tarek Chaabani Tunisie           | 71,50 m         | Hany Abd Walid Irak                 | 71,46 m         | Ali Memmi Tunisie                  | 66,66 m         |
| Décathlon             | Ahmed Mahour Bacha Algérie       | 7495 pts        | Mohamed Bensaad Algérie             | 7366 pts        | Abdessatar Mouelhi Tunisie         | 6882 pts        |
| 20 km marche          | Benamar Kechkouche Algérie       | 1 h 41 min 32   | Abdelwahab Fergan Algérie           | 1 h 41 min 40   | Mohamed El Bouichi Shehoub Libye   | 2 h 8 min 6     |
| Marathon              | Abderrahman Aedh Qatar           | 2 h 49 min 13 s | Houcine Makni Tunisie               | 2 h 50 min 52 s | Ahmed Alioui Qatar                 | 2 h 55 min 56 s |
| Relais 4 × 100 mètres | Arabie saoudite                  | 41 s 30         | Irak                                | 41 s 46         | Qatar                              | 41 s 59         |
| Relais 4 × 400 mètres | Algérie                          | 3 min 10 s 62   | Maroc                               | 3 min 12 s 36   | Bahreïn                            | 3 min 15 s 45   |

### Dames
| Event                 | Or                        | Or            | Argent                   | Argent        | Bronze                  | Bronze        |
| --------------------- | ------------------------- | ------------- | ------------------------ | ------------- | ----------------------- | ------------- |
| 100 mètres            | Nawal El Moutawakel Maroc | 11 s 86       | Lamia Ben Khraba Maroc   | 12 s 27       | Anouar Abdelmohsen Irak | 12 s 70       |
| 200 mètres            | Nawal El Moutawakel Maroc | 24 s 30       | Lamia Ben Khraba Maroc   | 25 s 26       | Anouar Abdelmohsen Irak | 25 s 90       |
| 400 mètres            | Dalila Baâouache Algérie  | 59 s 12       | Sarra Touibi Tunisie     | 59 s 32       | Samira Letayef Tunisie  | 1 min 1 s 11  |
| 800 mètres            | Leila Mohammedi Maroc     | 2 min 10 s 80 | Rachida Oueslati Tunisie | 2 min 11 s 27 | Halima Hideri Tunisie   | 2 min 13 s 80 |
| 1 500 mètres          | Hassania Darami Maroc     | 4 min 26 s 95 | Rachida Oueslati Tunisie | 4 min 32 s 71 | Dalila Mehira Algérie   | 4 min 33 s 54 |
| 3 000 mètres          | Hassania Darami Maroc     | 9 min 33 s 71 | Latifa Derouiche Tunisie | 10 min 4 s 22 | Dalila Mehira Algérie   | 10 min 9 s 72 |
| 100 mètres haies      | Chérifa Meskaoui Maroc    | 15 s 7        | Zohra Azaïez Tunisie     | 16 s 8        | Kawther Akrémi Tunisie  | 16 s 41       |
| 400 mètres haies      | Basma Gharbi Tunisie      | 1 min 4 s 95  | Sihem Abbes Tunisie      | 1 min 6 s 39  |                         |               |
| Saut en hauteur       | Kawther Akrémi Tunisie    | 1,74 m        | Habiba Moussilah Maroc   | 1,66 m        | Raya Tatunji Syrie      | 1,63 m        |
| Saut en longueur      | Dalila Tayebi Algérie     | 5,82 m        | Zohra Azaïez Tunisie     | 5,75 m        | Basma Gharbi Tunisie    | 5,37 m        |
| Lancer du poids       | Chérifa Meskaoui Maroc    | 12,21 m       | Souad Malloussi Maroc    | 12,11 m       | Fatiha Larab Algérie    | 11,57 m       |
| Lancer du disque      | Zoubida Laayouni Maroc    | 49,88 m       | Fethia Jerbi Tunisie     | 47,70 m       | Karima Aït Dib Algérie  | 44,42 m       |
| Lancer du javelot     | Fatiha Belamghar Maroc    | 47,18 m       | Noura Guedidah Algérie   | 44,02m        | Samia Jomâa Algérie     | 42,88 m       |
| Heptathlon            | Dalila Tayebi Algérie     | 5128 pts      | Chérifa Meskaoui Maroc   | 5125 pts      | Zohra Azaïez Tunisie    | 4675 pts      |
| Relais 4 × 100 mètres | Maroc                     | 47 s 89       | Tunisie                  | 49 s 81       | Jordanie                | 56 s 54       |
| Relais 4 × 400 mètres | Maroc                     | 3 min 51 s 28 | Tunisie                  | 3 min 55 s 83 |                         |               |

## Tableau des médailles

### Hommes
| Rang | Nation              | Or | Argent | Bronze | Total |
| ---- | ------------------- | -- | ------ | ------ | ----- |
| 1    | Algérie             | 9  | 7      | 3      | 19    |
| 2    | Soudan              | 4  | 1      | 0      | 5     |
| 3    | Iraq                | 2  | 5      | 3      | 10    |
| 4    | Tunisie             | 2  | 3      | 5      | 10    |
| 5    | Arabie saoudite     | 2  | 0      | 1      | 3     |
| 6    | Maroc               | 1  | 4      | 4      | 9     |
| 7    | Koweït              | 1  | 1      | 2      | 4     |
| 8    | Qatar               | 1  | 0      | 2      | 3     |
| 9    | Bahreïn             | 1  | 0      | 1      | 2     |
| 10   | Émirats arabes unis | 0  | 2      | 1      | 3     |
| 11   | Libye               | 0  | 0      | 1      | 1     |
| 12   | Syrie               | 0  | 0      | 0      | 0     |
| 12   | Yémen               | 0  | 0      | 0      | 0     |
| 12   | Liban               | 0  | 0      | 0      | 0     |
| 12   | Palestine           | 0  | 0      | 0      | 0     |
| 12   | Jordanie            | 0  | 0      | 0      | 0     |
| -    | Total               | 23 | 23     | 23     | 69    |

### Dames
| Rang | Nation   | Or | Argent | Bronze | Total |
| ---- | -------- | -- | ------ | ------ | ----- |
| 1    | Maroc    | 11 | 5      | 0      | 16    |
| 2    | Algérie  | 3  | 1      | 5      | 9     |
| 3    | Tunisie  | 2  | 10     | 5      | 17    |
| 4    | Iraq     | 0  | 0      | 2      | 2     |
| 5    | Syrie    | 0  | 0      | 1      | 1     |
| 5    | Jordanie | 0  | 0      | 1      | 1     |
| 7    | Yémen    | 0  | 0      | 0      | 0     |
| -    | Total    | 16 | 16     | 14     | 46    |